# Distrito de Golbajar
El distrito de Golbajar (en persa: بخش گلبهار‎) fue una antigua división administrativa del condado de Chenarán, provincia de Jorasán Razavi, Irán. Su capital era la aldea de Mohsenabad.

## Historia
Tras el Censo Nacional de 2006, la aldea de Golmakan fue elevada a la categoría de ciudad y, tras el censo de 2011, se estableció la nueva ciudad de Golbajar. Tras el censo de 2016, el distrito se separó del condado con la creación del condado de Golbajar.

## Demografía

### Población
En el censo de 2006, la población del distrito era de 34 556 habitantes, distribuidos en 8800 hogares. El censo siguiente en 2011 contó 40 785 personas en 11 969 hogares. El censo de 2016 midió la población del distrito en 66 321 habitantes en 20 164 hogares.

### Divisiones administrativas
| Divisiones Administrativas | 2006   | 2011   | 2016   |
| -------------------------- | ------ | ------ | ------ |
| Bizaki RD                  | 11 740 | 10 885 | 12 134 |
| Golbajar (ciudad)          |        |        | 36,877 |
| Golmakan RD                | 22 816 | 20 366 | 8 937  |
| Golmakan (ciudad)          |        | 9 534  | 8 373  |
| Total                      | 34 556 | 40 785 | 66 321 |
| RD = Distrito Rural        |        |        |        |